# Lingue osco-umbre
Le lingue osco-umbre (o lingue italiche orientali) sono una famiglia linguistica indoeuropea attestata nell'Italia continentale da metà del I millennio a.C. ai primi secoli del I millennio d.C. Parlate dai popoli osco-umbri, sono dette anche lingue sabelliche.

## Il rapporto con le "lingue italiche"
In passato si è ritenuto che le lingue osco-umbre costituissero un ramo di una famiglia indoeuropea più ampia, quella delle lingue italiche, composta anche dal latino, dal falisco e da altre lingue affini e parallela a quella celtica o germanica; caposcuola di questa ipotesi è considerato Antoine Meillet (1866-1936).
A partire dall'opera di Alois Walde (1869-1924), però, questo schema unitario è stato sottoposto a critica radicale; decisive, in questo senso, sono state le argomentazioni addotte da Vittore Pisani (1899-1990) e, in seguito anche da Giacomo Devoto (1897-1974), che ha postulato l'esistenza di due distinti rami indoeuropei nei quali è possibile inscrivere le lingue italiche. Variamente riformulate negli anni successivi alla Seconda guerra mondiale, le varie ipotesi relative all'esistenza di due diverse famiglie indoeuropee si sono definitivamente imposte, anche se i tratti specifici che le separano o che le avvicinano, nonché i processi esatti di formazione e di penetrazione in Italia, restano oggetto di ricerca da parte della linguistica storica.

## Le lingue e i dialetti osco-umbri

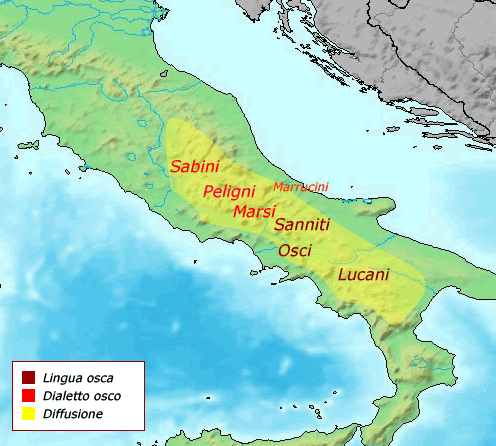
Diffusione della lingua osca, circa V secolo a.C.

Le lingue e dialetti osco-umbri dei quali si è conservata testimonianza erano:
- la lingua osca, parlata nel settore meridionale della penisola italiana dagli Osci, ossia da un insieme piuttosto eterogeneo di popoli (i principali erano: Sanniti, Apuli, Lucani e Bruzi). Altre lingue affini all'osco erano:
  - la lingua marrucina;
  - la lingua peligna;
  - la lingua sabina, presto assorbita dal latino.
- la lingua umbra (da non confondere con i moderni dialetti umbri), parlata dagli Umbri nel settore centrale della penisola. Lingue affini all'umbro erano:
  - la lingua volsca;
  - la lingua picena meridionale o picena[4];
  - la lingua marsa.

Nel loro insieme, i dialetti osco-umbri sono indicati come dialetti sabellici; di alcuni di essi, a causa dell'esiguità delle testimonianze, non è stato possibile testimoniare il sottoinsieme dialettale:
- la lingua pre-sannitica;
- la lingua vestina;
- il dialetto ernico;
- il dialetto equo.